# Marle (Olst-Wijhe)
Marle is een buurtschap in de gemeente Olst-Wijhe in de Nederlandse provincie Overijssel.
De buurtschap ligt in een stukje Overijssel aan de westkant van de IJssel, omgeven door Gelders gebied. Deze grenssituatie is ontstaan doordat de loop van de IJssel in het verleden anders was. Er zijn ongeveer twintig woonhuizen en een aantal verspreide boerderijen. Het totale inwoneraantal schommelt rond de zeventig. In de buurtschap staat korenmolen De Vlijt.

## Kleinste stembureau
Marle heeft in de verkiezingstijd het kleinste stembureau van Nederland met ca. 50 stemgerechtigden en komt daarmee vaak in het nieuws. Het stembureau is al sinds 1948 gevestigd in hetzelfde woonhuis. Het haalt doorgaans een zeer hoge kiezersopkomst. Zo haalde het stembureau bij de Tweede Kamerverkiezingen 2017 een opkomst van bijna 300%, vanwege mensen van buiten de gemeente die middels een kiezerspas op deze locatie stemmen.